# Olmeca
Olmeca is een geslacht uit de grassenfamilie (Poaceae). De soorten van dit geslacht komen voor in Midden-Amerika.

## Soorten
De Catalogue of New World Grasses [5 december 2011] erkent de volgende soorten:
- Olmeca clarkiae
- Olmeca fulgo
- Olmeca recta
- Olmeca reflexa
- Olmeca zapotecorum